# Себирянка

Себирянка (Сиберна) — река в России, протекает в Шуйском районе Ивановской области. Устье реки находится в 64,7 км по правому берегу реки Тезы. Длина реки составляет 21 км, площадь водосборного бассейна — 74,7 км².
Исток реки находится рядом с урочищем деревни Фоминское в одноименном озере в 15 км к юго-западу от центра города Шуи. Верховья зарегулированы системой каналов на торфоразработках. Река течёт на восток, затем на юго-восток, затем на северо-восток. В среднем течении на реке стоит посёлок городского типа Колобово, кроме него, река протекает деревни Студеницы, Ладыгино, Зименки, Курьяниново, Себерна. Крупнейший приток — Сулихта (правый). Впадает в Тезу ниже города Шуи, напротив деревни Польки.

## Данные водного реестра
По данным государственного водного реестра России, относится к Окскому бассейновому округу, водохозяйственный участок реки — Клязьма от города Коврова и до устья, без реки Уводь, речной подбассейн реки — бассейны притоков Оки от Мокши до впадения в Волгу. Речной бассейн реки — Ока.
По данным геоинформационной системы водохозяйственного районирования территории РФ, подготовленной Федеральным агентством водных ресурсов:
- Код водного объекта в государственном водном реестре — 09010301112110000033426
- Код по гидрологической изученности (ГИ) — 110003342
- Код бассейна — 09.01.03.011
- Номер тома по ГИ — 10
- Выпуск по ГИ — 0